# Teenage Bounty Hunters
Teenage Bounty Hunters is een Amerikaanse televisieserie over de tweelingzussen Sterling en Blair Wesley.

## Verhaal
Na het beschadigen van de auto van hun vader besluiten ze als bijbaantje premiejagers (bounty hunters) te worden. Ze komen in dienst bij beroepspremiejager Bowser Jenkins.

## Rolverdeling

### Hoofdrollen
- Maddie Phillips - Sterling Wesley
- Anjelica Bette Fellini - Blair Wesley
- Kadeem Hardison - Bowser Jenkins
- Virginia Williams - Debbie Wesley
- Mackenzie Astin - Anderson Wesley
- Shirley Rumierk - Yolanda Carrion

### Bijrollen
- Devon Hales - April Stevens
- Spencer House - Luke Creswell
- Charity Cervantes - Hannah B
- Myles Evans - Miles
- Eric Graise - Ezekiel
- Wynn Everett - Ellen Johnson
- Jacob Rhodes - Franklin
- Clifford Smith - Terrance Coin
- Given Sharp - Horny Lorna